# Gonophora brevicornis
Gonophora brevicornis es una especie de insecto coleóptero de la familia Chrysomelidae. Fue descrita en 1905 por Weise.